# Marco Justo
Marco Antonio Justo Sierra, noto semplicemente come Marco Justo (Las Palmas de Gran Canaria, 27 giugno 1980), è un allenatore di pallacanestro spagnolo.

## Carriera
Dopo aver trascorso dieci stagioni come vice allenatore del Canarias Tenerife, il 3 luglio 2023 diventa il nuovo tecnico del Palencia, club neopromosso in Liga ACB. Dopo aver conquistato una sola vittoria nelle prime tredici partite, il 10 dicembre lascia la guida della squadra.